# Brahma
Brahma (szanszkrit brahmā, dévanágari írással ब्रह्मा) a hinduizmus teremtő istene, és a Trimúrti (a hindu istenháromság) egyike, Ísvara első megnyilvánulása. Az ind mitológiában felesége Szaraszvati, a tanulás istennője.
A hindu átlagember nem állítja őt az elmélkedésének központjába, sajátos módon a három főisten közül őt tisztelik a legkevesebb templomban. A néhány temploma közül a legismertebb a rádzsasztáni Puskárban található, míg Indián kívül a thaiföldi Bangkokban az Erawan-szentély.
Brahmát hagyományosan négy karral és négy megkoronázott, szakállas fejjel ábrázolják, mindegyik arc a négy véda egyikét szavalja. Kezeiben vizesedényt (az élet teremtésének eszközét), a Védák szövegkönyvét, rózsafüzért és a szent lótuszt tart. Az ábrázolások alapján egy lótuszvirágon ül, hátasállata pedig egy hattyú.
Mint a hindu felfogásban minden szereplő, Brahma is misztikus szimbólumként jelenik meg.
A négy arc azt jelképezi, hogy Brahma mindenhova ellát, a négy kéz pedig, hogy kezei mindenhova elérnek és mindent megtehetnek. 
A lótusz a legmagasabb valóságot jelképezi; Brahma lótusznyerge pedig azt, hogy a legmagasabban gyökerezik.
A négy tárgy, amit Brahma a kezében tart, az emberi fejlődés állomásait jelképezik. A megszerezhető tudást, a kozmikus törvények alapfokú ismeretét testesítik meg a Védák, amelyet egyik kezében tart. Ezen tudásán túllépve a spirituális törekvőnek fel kell adnia önző vágyait, amelyeket az áldozati kellék jelképez, azaz lényét az emberiség szolgálatába kell állítania. Ha az ember önzetlenül munkálkodik másokért, megszűnik érzékinek és anyagiasnak lenni. Elméje visszavonul a világ objektumaitól. Az ilyen ember képes a lemondás gyakorlására is. Ezt jelenti a vizeskancsó, amelyet a másik kezében tart, mivel az a szannjászik, - a lemondásban élő - emberek tartozéka. A befelé tekintő, elmélyült állapotot, a meditációt jelképezi a negyedik tárgy, a rózsafüzér, ami az elmélyült, lecsendesedett, kiüresedett belső állapot szimbóluma.
Az elme lecsendesítésével az egyén elindul énjének megismerésére, de nem hagyja el a világot, gondolatai továbbra is működnek, kifelé is. Képes arra, hogy megértse a különbségekben, a sokféleségben rejlő egységet. Képes arra, hogy megkülönböztesse a világban a névvel nevezhető jelenségeket és formákat. Brahma hátasállata a hattyú, ezt jelképezi. A hindu misztikában a hattyú képessége, hogy meg tudja különböztetni a tejet, a tej és víz keverékétől. Képes arra, hogy csak a tejet válassza ki, és hátrahagyja a vizet. Hasonlóan az önfelismerésre törekvő ember úgy mozog a világban, hogy képes megismerni a magas rendűt, a világ kettősséggel áthatott környezetében is.
Gyakori ábrázolások úgy festik le Brahmát, mint aki felemelkedik a világ tejtengerének közepén, Visnu köldökéből. Ennek jelentése meglehetősen összetett. A teljesség kettőssége, vagyis maga a világ, a megnyilvánult Visnu és Brahma együtt testesítik meg a megnyilvánulatlan Brahmant, a létezés őseredetét.
A köldök azt a csakrát, erőközpontot testesíti meg, ahonnan a transzcendens értelmű szó, "az ige", szanszkrit nevén a para kiáramlott.
Brahma a teremtő. Tudás nélkül elképzelhetetlen a teremtés. Ezért vette feleségül a hindu mitológiában Brahma Szaraszvatít, a tudás istennőjét. Szimbolikus jelentése: a teremtés és a tudás elképzelhetetlenek egymás nélkül, az ember semmit nem hozhat létre tudás és a megkülönböztetés képessége híján.
A vaisnavizmusban Brahmá az univerzum elsőként teremtett [forrás?] félistene (déva).
Visnu létrehozza az univerzumok anyagi elemeit, és megalkotja az univerzumokat. Az első teremtett lény Brahma, folytatja a teremtést. Létrehozza a bolygókat, az élőlények testét, és az első teremtményei segítségével benépesül a világegyetem. A Krisna-tudat szerint négy nagy világkorszak váltja egymást:
- Szatja-juga (aranykor)
- Tréta-juga (ezüstkor)
- Dvápara-juga (rézkor)
- Kali-juga (vaskor)

Ezek változó hosszúságúak. A jelenlegi korszak a vaskor, ami négyszázharminckétezer évig tart, ebből mintegy ötezer év telt el eddig.